# Лидерман, Юлия Геннадиевна
Юлия Геннадиевна Лидерман (род. 8 сентября 1975, Москва) — российский культуролог, исследователь современного театрального и изобразительного искусства, позднесоветского и нового российского кинематографа.

## Биография
Закончила ГИТИС (1996), Институт европейских культур при РГГУ (2000), аспирантуру РГГУ (2003). Кандидат культурологии (2004). Тема диссертации: Мотивы «проверки» и «испытания» в постсоветской культуре (на материале российского кинематографа 1990-х годов). В 2006—2007 работала в отделе новейших течений ГТГ. C 2006—2015 доцент кафедры истории и теории культуры РГГУ. С 2016- 2024 научный сотрудник ШАГИ. С 2024 – независимый исследователь. 

## Научная деятельность

### Участие в научных конференциях
- Исследования культуры: ценности, институты, рефлексия. Москва, РГГУ, 2-3 марта 2007 г.
- Воспоминания Ильи Кабакова. Schaulager. 2007. Базель;
- Образ Родины для внутреннего рынка и для внешнего наблюдателя. 2008. Университет Зальцбург;
- Между индустрией развлечения и социальной активностью: феномен Театра.doc. Социологический симпозиум Пути России. Москва. 2008.
- Филология — естествознание — культурология. Новые водоразделы и перспективы взаимодействия. Институт языкознания РАН. Москва, 2-4 апреля 2009 г[1]

### Публикации
Автор статей в журналах Знамя, Новое литературное обозрение, Искусство кино, Pro et Contra, Вестник общественного мнения, Синий диван и др. Ряд работ опубликован на немецком языке и переведен на немецкий.
- Храм после евроремонта или как сделано «высокое» в театре «Школа драматического искусства» А. Васильева // Знамя. N 11. 2000. С. 207—218 ().
- Синтетические небеса. Обзор эзотерической литературы в 90 гг. // НЛО. 2002. N 55. С. 379—384.
- Герои и люди (война как проверка и как антоним жизни в отечественном кино) // Знамя. N 6. 2003. С. 196—203.
- Das Alphabet des Grisha Bruskin in der Kunsthalle Emden // Ost-West Perspektiven. — Bd 2., Bochum. 2003. S. 183—190
- Wie hat der 60. Jahrestag des Kriegsendes des Deutschlanbild in Russland beeinflusst? Der neue russische Spielfilm über den Krieg// Russlandbild-Deutschlandbild. Was und wie vermitteln die Massenmedien?. Bochum. 2005. S.37-45.
- Почему концепция перформативного искусства не популярна в сегодняшней России?// Вестник общественного мнения, 2010, № 3, с.37-45
- Научный семинар как театральная лаборатория. Театральная лаборатория как научный семинар (очерк к теории неофициальной культуры 1970—1990-х годов в СССР)//Шаги/Steps. 2019, Т.5, № 4, с. 120—131.
- Речь об экстраординарном как художественное средство в перформативных искусствах//Международный журнал исследований культуры. 2020, 3(40), с. 6-15.

### Рецензии
- Дмитрий Эпштейн. Пионерский салют (Юлия Лидерман. Мотивы «проверки» и «испытания» в постсоветской культуре: Советское прошлое в российском кинематографе 1990-х годов).[2]
- Наталья Скороход. Цель — ничто, всё — в движении (Theatrum Mundi. Подвижный лексикон. Под редакцией Юлии Лидерман и Валерия Золотухина.

### Книги
- Мотивы «проверки» и «испытания» в постсоветской культуре. Советское прошлое российском кинематографе 1990-х. (The Themes of «Trial» and «Proof» in Post-Soviet Culture. The Soviet Past in Russian) Ibidem-Verlag. Stuttgart. — 208 p. :Ill
- Theatrum Mundi. Подвижный лексикон : [сборник статей] / под редакцией Юлии Лидерман и Валерия Золотухина. — Москва : Музей современного искусства «Гараж», 2021. — 253, [1] с. : ил., цв. ил.; 20 см. — (Гараж.txt; 08).

## Премии
- Премия Курехина 2021 за лучший текст о современном искусстве за Theatrum Mundi. Подвижный лексикон : [сборник статей] / под редакцией Юлии Лидерман и Валерия Золотухина. — Москва : Музей современного искусства «Гараж», 2021. — 253, [1] с. : ил., цв. ил.; 20 см. — (Гараж.txt; 08).